# Latur (dystrykt)
Latur (dystrykt) (marathi लातूर जिल्हा, ang. Latur district) – jest jednym z trzydziestu pięciu dystryktów indyjskiego stanu Maharasztra, o powierzchni 7 157 km².

## Położenie
Położony jest na południu tego stanu. Graniczy z dystryktami: od zachodu z Osmanabad, od  północy z Beed i Parbhani, od wschodu z Nanded. Od południowego wschodu graniczy ze stanem Karnataka.
Stolicą dystryktu jest miasto Latur.

## Rzeki
Rzeki przepływające przez obszar dystryktu :
- Gharni
- Lendi
- Manar
- Manjara
- Tawarja
- Terna